# 有喜村
有喜村（うきむら）は、長崎県北高来郡の南部にあった村。1940年（昭和15年）に北高来郡中部の各町村と合併し市制施行、諫早市となった。現在の諫早市諫早地域のうち、有喜地区にあたる。

## 地理
村域南部の海岸線は有喜川の河口を除いて断崖を成し、千々石湾（橘湾）に接している。
- 山：積岳
- 河川：有喜川、早見川
- 港湾：千々石湾（橘湾）、有喜漁港

## 沿革
- 1889年（明治22年）4月1日 - 町村制施行により、北高来郡有喜村が単独村制にて発足。
- 1895年（明治28年） - この年に村内において大規模火災が発生したものとみられる[1]。
- 1940年（昭和15年）9月1日 - 諫早町・小栗村・小野村・有喜村・真津山村・本野村・長田村が合併し市制施行。諫早市が発足し、有喜村は自治体として消滅。

## 地名
名を行政区域とする。有喜村は1889年の町村制施行時に単独で自治体として発足したため、大字は無し。
- 古場名
- 里名
- 鶴田名
- 中通名
- 早見名
- 船津名

## 学校
- 有喜尋常高等小学校

## 名所・旧跡
- 有喜貝塚
- 宇木城（浮亀城）跡